# Nelly Moenne-Loccoz
Nelly Moenne-Loccoz (ur. 9 kwietnia 1990 w Annecy) – francuska snowboardzistka, trzykrotna medalistka mistrzostw świata oraz zdobywczyni Pucharu Świata.

## Kariera
Po raz pierwszy na arenie międzynarodowej pojawiła się 14 stycznia 2006 roku w La Plagne, gdzie w zawodach FIS Race zajęła czwarte miejsce w gigancie równoległym. W 2007 roku wystartowała na mistrzostwach świata juniorów w Bad Gastein, zajmując 18. miejsce w snowcrossie. Startowała też na rozgrywanych rok później mistrzostwach świata juniorów w Valmalenco, jednak osiągała słabsze wyniki. W zawodach Pucharu Świata zadebiutowała 13 stycznia 2008 roku w Bad Gastein, zajmując 20. miejsce. Tym samym już w swoim debiucie wywalczyła pierwsze pucharowe punkty. Pierwszy raz na podium zawodów tego cyklu stanęła 20 grudnia 2008 roku w Arosie, kończąc rywalizację w snowcrossie na trzeciej pozycji. W zawodach tych wyprzedziły ją jedynie Sandra Frei ze Szwajcarii i Helene Olafsen z Norwegii. Najlepsze wyniki w Pucharze Świata osiągnęła w sezonie 2014/2015, kiedy to zwyciężyła w klasyfikacji snowcrossu. Ponadto w sezonie 2012/2013 zajęła drugie miejsce, a w sezonie 2017/2018 była trzecia.
W 2011 roku wywalczyła srebrny medal na mistrzostwach świata w La Molinie, przegrywając tylko z Lindsey Jacobellis z USA. Wynik ten powtórzyła podczas mistrzostw świata w Kreischbergu w 2015 roku, rozdzielając Jacobellis i Włoszkę Michelę Moioli. Ponadto na mistrzostwach świata w Sierra Nevada w 2017 roku w parze z Chloé Trespeuch zwyciężyła w snowcrossie drużynowym. W 2010 roku wystąpiła na igrzyskach olimpijskich w Vancouver, gdzie była szósta. Brała też udział w igrzyskach w Soczi w 2014 roku, zajmując jedenaste miejsce.

## Osiągnięcia

### Igrzyska olimpijskie
| Miejsce | Dzień     | Rok  | Miejscowość | Konkurencja | Zwyciężczyni   |
| ------- | --------- | ---- | ----------- | ----------- | -------------- |
| 6.      | 16 lutego | 2010 | Vancouver   | Snowcross   | Maëlle Ricker  |
| 11.     | 16 lutego | 2014 | Soczi       | Snowcross   | Eva Samková    |
| 10.     | 16 lutego | 2018 | Pjongczang  | Snowcross   | Michela Moioli |

### Mistrzostwa świata
| Miejsce | Dzień       | Rok  | Miejscowość   | Konkurencja         | Zwyciężczyni       |
| ------- | ----------- | ---- | ------------- | ------------------- | ------------------ |
| 9.      | 18 stycznia | 2009 | Gangwon       | Snowcross           | Helene Olafsen     |
| 2.      | 18 stycznia | 2011 | La Molina     | Snowcross           | Lindsey Jacobellis |
| 17.     | 26 stycznia | 2013 | Stoneham      | Snowcross           | Maëlle Ricker      |
| 2.      | 16 stycznia | 2015 | Kreischberg   | Snowcross           | Lindsey Jacobellis |
| 7.      | 12 marca    | 2017 | Sierra Nevada | Snowcross           | Lindsey Jacobellis |
| 1.      | 13 marca    | 2017 | Sierra Nevada | Snowcross drużynowy | Francja            |
| 9.      | 1 lutego    | 2019 | Solitude      | Snowcross           | Eva Samková        |
| 7.      | 3 lutego    | 2019 | Solitude      | Snowcross drużynowy | Stany Zjednoczone  |

### Puchar Świata

#### Miejsca w klasyfikacji generalnej SBX
- sezon 2007/2008: 19.
- sezon 2008/2009: 11.
- sezon 2009/2010: 9.
- sezon 2010/2011: 11.
- sezon 2011/2012: 4.
- sezon 2012/2013: 2.
- sezon 2013/2014: 6.
- sezon 2014/2015: 1.
- sezon 2015/2016: 5.
- sezon 2016/2017: 7.
- sezon 2017/2018: 3.
- sezon 2018/2019: 6.

#### Zwycięstwa w zawodach
1. Veysonnaz – 16 marca 2013 (snowcross)
2. Montafon – 12 grudnia 2015 (snowcross)
3. Feldberg – 24 stycznia 2016 (snowcross)

#### Miejsca na podium
1. Arosa – 20 grudnia 2008 (snowcross) – 3. miejsce
2. Arosa – 25 marca 2011 (snowcross) – 3. miejsce
3. Stoneham – 21 lutego 2012 (snowcross) – 2. miejsce
4. Valmalenco – 14 marca 2012 (snowcross) – 3. miejsce
5. Valmalenco – 16 marca 2012 (snowcross) – 2. miejsce
6. Blue Mountain – 2 lutego 2013 (snowcross) – 3. miejsce
7. Soczi – 17 lutego 2013 (snowcross) – 2. miejsce
8. Sierra Nevada – 21 marca 2013 (snowcross) – 2. miejsce
9. Veysonnaz – 11 marca 2014 (snowcross) – 2. miejsce
10. Veysonnaz – 14 marca 2015 (snowcross) – 2. miejsce
11. Veysonnaz – 15 marca 2015 (snowcross) – 2. miejsce
12. La Molina – 21 marca 2015 (snowcross) – 2. miejsce
13. Veysonnaz – 6 marca 2016 (snowcross) – 3. miejsce
14. Cerro Catedral – 9 września 2017 (snowcross) – 3. miejsce
15. Montafon – 16 grudnia 2017 (snowcross) – 3. miejsce
16. Cervinia – 22 grudnia 2017 (snowcross) – 2. miejsce
17. Bansko – 27 stycznia 2018 (snowcross) – 2. miejsce
18. La Molina – 3 marca 2018 (snowcross) – 2. miejsce
19. Moskwa – 10 marca 2018 (snowcross) – 2. miejsce